# American Miniature Horse
American Miniature Horse (englisch; deutsch „Amerikanisches Miniaturpferd“) – auch kurz Miniature Horse – ist eine Pferderasse aus den USA.

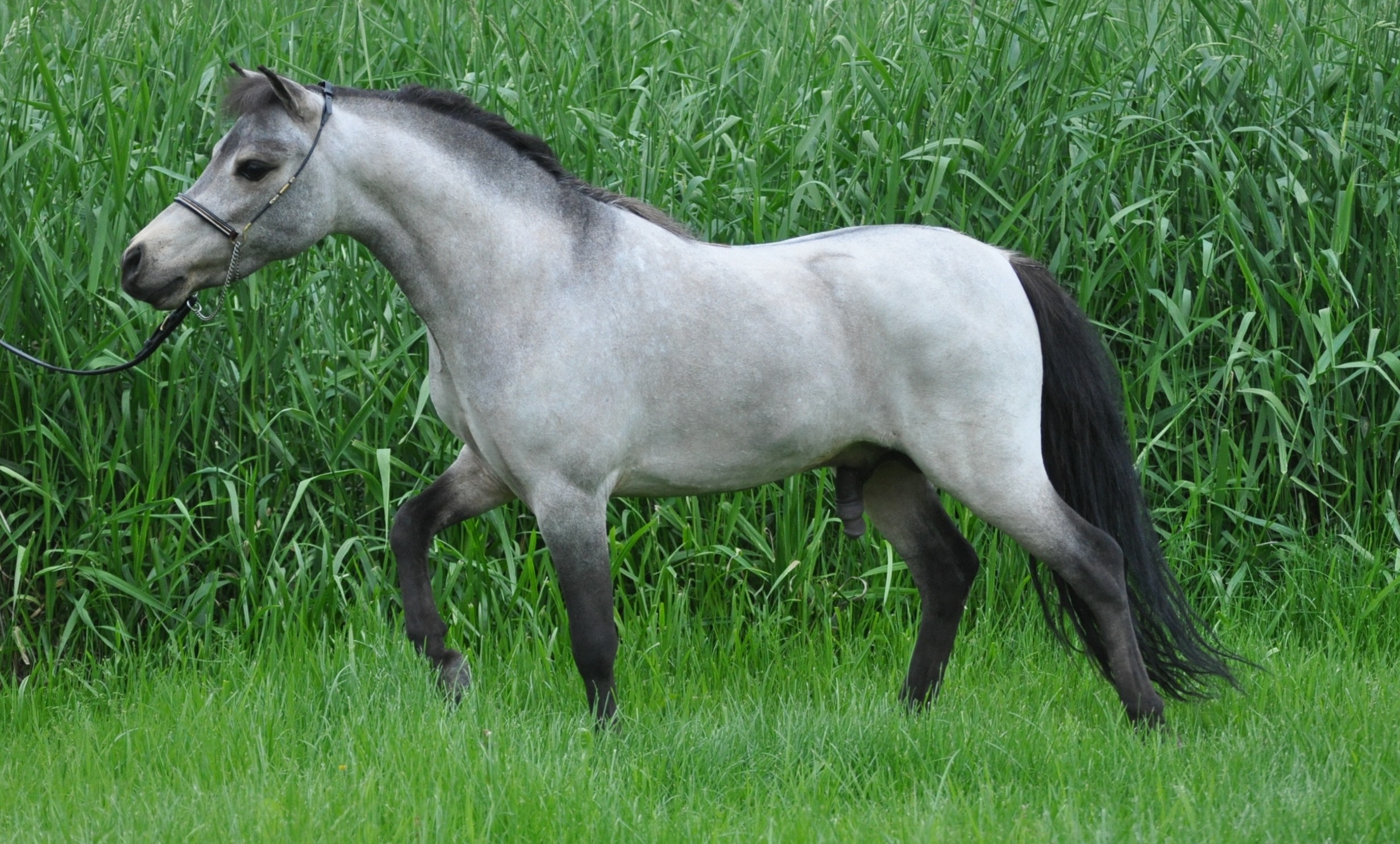
Hengst, Mausfalbe

Hintergrundinformationen zur Pferdebewertung und -zucht finden sich unter: Exterieur, Interieur und Pferdezucht.

## Exterieur
Der folgende Rassestandard lehnt sich an den „AMHA Standard of Perfection“ an:
KopfIm Verhältnis zu den Maßen des Halses und des Körpers stehend. Breite Stirn mit großen, ausdrucksvollen Augen. Vergleichsweise kleiner Abstand zwischen Augen und Maul. Im Profil gerade oder leicht konkav. Große Nüstern, feines Maul, korrektes Gebiss. Ohren mittelgroß, spitz, aufmerksam getragen mit leicht nach innen geneigten Ohrenspitzen. Kehle klar definiert für gute Ganaschenfreiheit.
HalsBeweglich, in der Länge zu Körper und Typ passend und sanft in den Widerrist übergehend.
KörperGut bemuskelt, genügend Knochensubstanz. Ausbalanciert und gut proportioniert. Kurzer Rücken, gut geformte Nieren- und Kruppengegend. Fließende Konturen und generell gerade Rückenlinie. Schmaler, schlanker Körper. Schulter lang und schräg. Gute Hals- und Kopfhaltung. Gut bemuskelte Brust. Lange, gut bemuskelte Hinterhand. Die Kruppe sollte in etwa auf selber Höhe mit dem Widerrist liegen. Der Schweif ist weder besonders hoch, noch besonders tief angesetzt, sondern rundet den Rumpf sanft ab.
FundamentBeine von vorne bzw. hinten betrachtet gerade und parallel. Von der Seite betrachtet gerade, trocken und ein Rechteck beschreibend. Die Zehe des Hufes soll gerade nach vorn gerichtet sein. Von der Seite gesehen verläuft Fessel und Huflinie in einer ungebrochenen Geraden im Winkel von ca. 45 Grad zum Boden.
Bewegungsablaufelastisch, engagiert, taktmäßig, kadenziert

## Zuchtgeschichte
Die Rasse Amerikanisches Miniaturpferd stammt aus den USA. Seine Wurzeln allerdings hat sie im Europa des 17. Jahrhunderts: Quellen belegen, dass die kleinen, aber eleganten Pferdchen an den Königshöfen als Spielgefährten für die Königskinder gehalten und gezüchtet wurden. Allerdings wurden sie hier durch Kriege an den Rand des Aussterbens gebracht, einige wenige Exemplare konnten nach Übersee gerettet werden. Die Amerikaner züchteten systematisch unter Einkreuzung von Hackney-Ponys, Falabellas und Shetland-Ponys weiter.
Das erste eigene Zuchtbuch für Amerikanische Miniaturpferde wurde Anfang 1970 gegründet. Seit 1978 wurde schließlich die AMHA (American Miniature Horse Association) ins Leben gerufen, die heute eine der größten Zuchtverbände der Welt ist. AMHA-registrierte Pferde dürfen ausgewachsen am letzten Mähnenhaar des Widerristes nicht größer als 34 inch (86,4 cm) werden. Daneben sieht der Rassestandard vor, dass es sich beim Miniature Horse zwar um ein möglichst kleines, dennoch aber gut ausbalanciertes, feingliedriges und elegantes Pferd mit perfekten Proportionen und gutem Gangwerk handeln soll. Zum Pferd im Miniaturformat gehört schließlich ein arbeitseifriger, geduldiger und „menschenbezogener“ Großpferdecharakter.

## American Miniature Horses in Deutschland
Amerikanische Miniaturpferde wurden zum ersten Mal 1976 aus den USA nach Europa importiert. Damals waren sie eine Attraktion auf der Equitana in Essen.
In Frankreich, Belgien, Dänemark und Großbritannien wird die Rasse schon länger gezüchtet als in Deutschland. Offiziell gibt es Amerikanische Miniaturpferde seit der Eintragung der Zuchtstuten der Miniaturpferdezucht CS ins Stutbuch des bayerischen Zuchtverbands für Spezialpferderassen im Jahr 2003 und der Körung ihres Zuchthengstes A F Ivy Toro als erster Hengst dieser Rasse im deutschsprachigen Raum im selben Jahr. Für die Eintragung in Deutschland sind gültige AMHA-Papiere Voraussetzung.